# Morane-Saulnier MS.500
Il Morane-Saulnier MS.500 Criquet (locusta in francese) era un monoplano ad ala alta a semisbalzo prodotto nelle ultime fasi e dopo la fine della seconda guerra mondiale dalla francese Morane-Saulnier.

## Storia del progetto
Durante la seconda guerra mondiale la produzione dei velivoli bellici nella Germania nazista per la Luftwaffe era assegnata a diverse aziende aeronautiche, sia nel territorio nazionale che in quelli occupati. In Francia tra le altre era stata requisita la Morane-Saulnier a cui era stata assegnata la costruzione del noto velivolo STOL Fieseler Fi 156 Storch.
L'MS.500 è in sostanza l'esatta copia dello Storch continuato a essere prodotto per le sue eccellenti qualità anche dopo la liberazione della Francia da parte degli alleati. Alla fine del conflitto mondiale la produzione del modello continuò finché la disponibilità dei motori Argus As 10 C non si esaurì, divenendo capostipite di una serie di velivoli evoluti a cui furono applicate nuove motorizzazioni.

## Utilizzatori
Cambogia
- Toap Akas Khemarak Phoumin

operò con 7 esemplari.
 Francia
- Armée de l'air

 Vietnam del Sud
- Không lực Việt Nam Cộng hòa

## Velivoli comparabili
Francia
- Morane-Saulnier MS.502, 1944, aereo da collegamento
- Morane-Saulnier MS.505, 1948, ricognitore

 Germania
- Fieseler Fi 156 Storch